# BUKATSUDO
BUKATSUDO（ブカツドウ）は、横浜市西区みなとみらいの横浜ランドマークタワーにあるシェアスペース。運営は東京都渋谷区のリビタ。

## 概要
2014年、横浜市芸術文化振興財団が推進する「ドックヤードガーデン活用事業」の一部で、横浜市の文化芸術創造都市施策の具現化に寄与する公民連携プロジェクトとしてスタート。みなとみらいの造船ドック跡地「横浜ランドマークタワー ドックヤードガーデン（国重要文化財）」に、「大人の部活が生まれる、これからの街のシェアスペース」をコンセプトにしたシェアスペース。2014年6月19日にキックオフイベントを開催、25日プレオープンした。
施設名称「BUKATSUDO」のDOには、「動」や「道」、「DO」に加えて、「堂（人々が集う場所）」の意も込められている。約9万人のみなとみらいのオフィスワーカーや、居住者、来街者等の市民が肩書きをはずして集い、日常を豊かにする趣味の活動や、街を豊かに変える活動（＝部活）が生まれ、動き出す場として作られた。

## 沿革
2014年
オープン記念イベントとして、世界各国のごはんを研究・体験する「世界のごはん部＆スパイス部」のケータリング＆ワークショップ、「スーツを脱いで旅に出よう！」をテーマに活動する「TRAVELIN-BU」、「BUKATSUDO-YOGA部」などの紹介や、「グリーンドリンクス横浜」も同時に開催して、アウトドアブランド「SNOW PEAKS」によるインドアキャンプワークショップを行った。
2015年
オープン1周年記念の「BUKATSUDO文化祭」では、グリーンドリンクス横浜とグリーンドリンクス川崎の共同開催で「キャリアドリンクス」を企画。横浜や川崎のコワーキングスペースオーナーたちが登壇した。
2016年
NPO法人「ETIC.」横浜ブランチによる「企業×大学生によるビジネス創発事例発表会」を開催。
2017年
慶應義塾大学の加藤文俊フィールドワーク展では、全国各地の魅力を伝えるためのポスターや各自のテーマに沿って行ってきたインタビューや観察などをまとめた冊子や映像などが展示。地場野菜を使った「カレーキャラバン」で作られたカレーを提供した。

## 施設内容
シェアキッチンやスタジオ、アトリエ、ミーティングルーム等をレンタルスペースとして備え、会員制のワークラウンジや部室、コーヒースタンドがある。また、部活が生まれるきっかけとしての講座やワークショップも随時開催している。